# 주디 앤 산토스
주디 앤 산토스(Judy Ann Santos, 1978년 5월 11일 ~ )는 필리핀의 배우이다. 2005 가와드 우리안상 여우주연상 수상자이다.

## 출연 작품
- 민다나오 (2019)
- 헤이팅 카파티드 (2010)
- 세이안스 (2007)
- 카살, 카살리, 카살로 (2006)